# آب‌انبار خانم جان
آب‌انبار خانم جان مربوط به دوره پهلوی است و در شهرستان اشکذر، بخش مرکزی، دهستان رستاق، روستای عزآباد واقع شده و این اثر در تاریخ ۷ اسفند ۱۳۸۶ با شمارهٔ ثبت ۲۱۶۹۰ به‌عنوان یکی از آثار ملی ایران به ثبت رسیده است.